# Herbie Mann

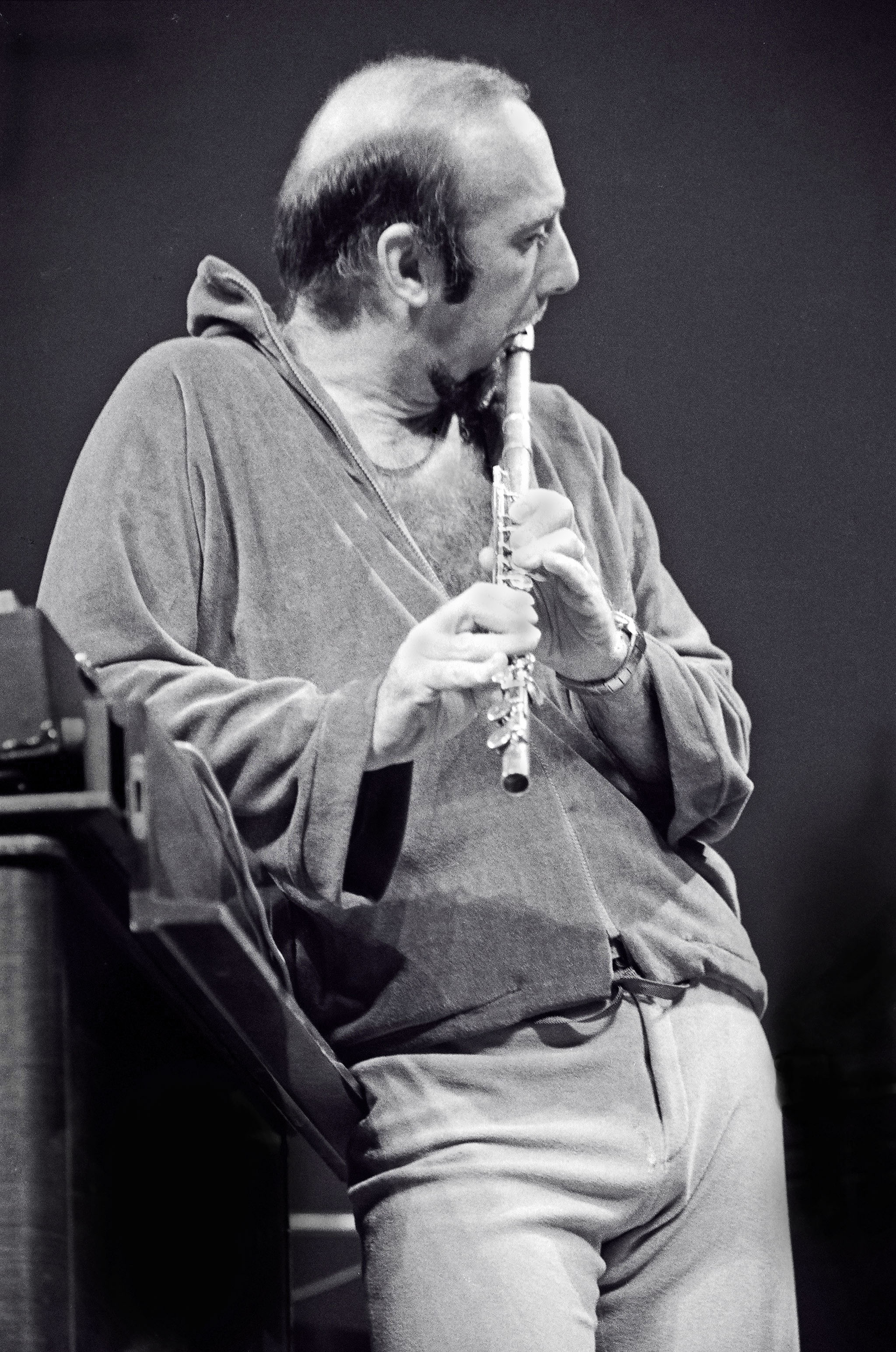
Herbie Mann (1975)

Herbie Mann (* 16. April 1930 in Brooklyn, New York; † 1. Juli 2003 in Santa Fe), eigentlich Herbert Jay Solomon, war ein US-amerikanischer Jazz- und Fusion-Flötist und Komponist (zunächst auch Klarinettist und Saxophonist). Er zählt zu den frühen Vertretern der Weltmusik.

## Leben und Wirken
Herbie Mann begann seine Musikerkarriere als Tenorsaxophonist in einer Militärband in Triest. Anfang der 1950er Jahre kehrte er nach New York zurück und tourte mit dem Quintett des Akkordeonisten Mat Mathews. In dieser Zeit wechselte er, auch unter dem Einfluss der Aufnahmen von Esy Morales, zur Querflöte als Hauptinstrument.
1954 war er Mitglied der Pete-Rugolo-Band, nahm Platten mit Sam Most auf und arbeitete als Studiomusiker an der Westküste.
Erste Plattenaufnahmen unter eigenem Namen entstanden 1954 für das Bethlehem Label mit Joe Puma (Herbie Mann Plays). 1956 wirkte er bei Quincy Jones’ Debütalbum This Is How I Feel About Jazz mit. 1959 gründete er sein Afro-Jazz-Quintet, trat beim Newport Jazz Festival auf und war im Jahr 1960 auf einer State Department Tour in Afrika und 1961 in Brasilien, was danach einen starken Einfluss auf seine spätere Musik hatte (u. a. Latin Fever 1962, auf brasilianische Themen und Musiker kommt er immer wieder zurück). Seinen kommerziellen Durchbruch erreichte er 1962 mit dem Album At the Village Gate. Einen Hit hatte er mit dem Titel Coming Home Babe aus diesem Album. Damit wurde Mann einem größeren Publikum bekannt; er führte von 1957 an bis 1970 die Down-Beat-Polls des beliebtesten Jazzflötisten an.
Mitte der 1960er Jahre reiste er wieder nach Brasilien und spielte mit den Stars der populären brasilianischen Musik wie Antônio Carlos Jobim und João Gilberto. Danach arbeitete er auch im Mittleren Osten mit Oud-Musikern und mit dem Dudelsack-Spieler Rufus Harley; sein Versuch, mit der Musik des Mittleren Ostens einen neuen Trend zu setzen, schlug allerdings fehl. 1968 trat er mit seiner Band aus Roy Ayers, Sonny Sharrock, Miroslav Vitouš und dem Schlagzeuger Bruno Carr auf den Berliner Jazztagen auf. Mit einer ähnlichen Besetzung entstand 1969 das Album Memphis Underground. Das Magazin Rolling Stone wählte das Album 2013 in seiner Liste Die 100 besten Jazz-Alben auf Platz 86. Er war in den 1960er und 1970er Jahren einer der bestverkauften Musiker des Labels Atlantic Records, bei dem er 1959 bis 1979 unter Vertrag war. Bei Atlantic arbeitete er auch als Produzent, wo er u. a. Plattenaufnahmen von Chick Corea (Tones for Joans Bones), Miroslav Vitous (Mountains in the Clouds), Roy Ayers, Sonny Sharrock, Attila Zoller, Jim Pepper und Ron Carter produzierte.
In den 1970er Jahren erweiterte Mann sein musikalisches Spektrum und arbeitete mit Rockmusikern wie Duane Allman, dem Rolling-Stones-Gitarristen Mick Taylor, Aynsley Dunbar (London Underground, 1974) sowie mit Reggae-Musikern. Dazu reiste er auch nach Jamaika (Album Reggae 1974). Mitte der 1970er Jahre entfernte sich Mann weit vom Jazz und hatte einen Discohit mit Hi-Jack.
In den 1980er Jahren verlegte er sich – aus ökonomischen Gründen – auf Solokonzerte, trat mit Glen Moore, Frank Gravis und Badal Roy auf und operierte mit einem neuen eigenen Label, The Alternative, auf dem seine Alben Mellow (von seinem Montreux-Auftritt 1977) sowie Forest Rain erschienen. 1982 trat er mit seiner Band, der Family of Mann, in Frankfurt und in Bombay auf.
In den 1990er Jahren gründete er ein eigenes Label Kokopelli, stieg dort aber 1996 wieder aus. Herbie Mann spielte insgesamt weit mehr als einhundert Platten ein. Er arbeitete u. a. mit Chet Baker, Sarah Vaughan, Machito, Baden Powell, Art Blakey, dem Bill Evans Trio (Nirvana 1962) und Chick Corea.
1989 zog er mit seiner dritten Frau, der Schauspielerin Susan Janeal Arison, von New York nach Pecos, einem kleinen Ort nahe Santa Fe in New Mexico. 1997 erkrankte er an Prostatakrebs, dem er trotz jahrelangen Kampfs am 1. Juli 2003 im Alter von 73 Jahren schließlich erlag.

## Diskografie

### Alben
| Jahr | Titel Musiklabel                   | Höchstplatzierung, Gesamtwochen, AuszeichnungChartsChartplatzierungen (Jahr, Titel, Musiklabel, Platzierungen, Wochen, Auszeichnungen, Anmerkungen) | Anmerkungen |
| Jahr | Titel Musiklabel                   | US | Anmerkungen |
| ---- | ---------------------------------- | --- | --- |
| 1962 | At the Village Gate                | US31 (41 Wo.)US | |
| 1962 | Right Now                          | US100 (4 Wo.)US | |
| 1963 | Do The Bossa Nova With Herbie Mann | US86 (7 Wo.)US | |
| 1964 | Herbie Mann Live At Newport        | US104 (8 Wo.)US | |
| 1965 | Standing Ovation At Newport        | US143 (3 Wo.)US | |
| 1966 | Our Mann Flute                     | US139 (6 Wo.)US | |
| 1968 | Glory Of Love                      | US151 (12 Wo.)US | |
| 1969 | Memphis Underground Atlantic       | US20 (44 Wo.)US | mit Roy Ayers, Sonny Sharrock, Miroslav Vitous, Bruno Carr                                                                                             |
| 1969 | Live At The Whisky A Go Go         | US139 (10 Wo.)US | |
| 1970 | The Best Of Herbie Mann            | US189 (2 Wo.)US | |
| 1970 | Stone Flute                        | US184 (3 Wo.)US | |
| 1971 | Push Push                          | US137 (3 Wo.)US | |
| 1971 | Push Push Embryo                   | US119 (23 Wo.)US | mit Duane Allman |
| 1973 | The Evolution Of Mann              | US172 (8 Wo.)US | |
| 1973 | Hold On, I’m Comin’                | US163 (6 Wo.)US | |
| 1973 | Turtle Bay                         | US146 (8 Wo.)US | |
| 1974 | London Underground Atlantic        | US109 (10 Wo.)US | mit Pat Rebillot, Albert Lee, Mick Taylor, Fuzzy Samuels, Al Gorry, Aynsley Dunbar, Robbie McIntosh, Armen Halburian, Ian McDonald, Stéphane Grappelli |
| 1974 | Reggae                             | US141 (11 Wo.)US | |
| 1975 | Discotheque Atlantic               | US27 (18 Wo.)US | |
| 1975 | Waterbed                           | US75 (7 Wo.)US | |
| 1976 | Surprises                          | US178 (2 Wo.)US | enthält den Titel Cajun Moon von J. J. Cale, gesungen von Cissy Houston (Mutter von Whitney Houston)                                                   |
| 1977 | Bird In A Silver Cage              | US132 (7 Wo.)US | |
| 1977 | Herbie Mann & Fire Island          | US122 (7 Wo.)US | |
| 1978 | Brazil Once Again                  | US165 (5 Wo.)US | |
| 1979 | Super Mann                         | US77 (13 Wo.)US | |

Weitere Alben
- 1954: Herbie Mann Plays (Bethlehem, mit Joe Puma)
- 1957: Yardbird Suite (Savoy, mit Phil Woods, Eddie Costa, Joe Puma)
- 1957: Just Wailin´ (OJC, mit Charlie Rouse, Kenny Burrell, Mal Waldron)
- 1957: Sultry Serenade (OJC, mit Joe Puma, Urbie Green, Oscar Pettiford, Jack Nimitz)
- 1962: At the Village Gate (Atlantic, mit Ahmed Abdul-Malik)
- 1962: Nirvana (mit Bill Evans Trio)
- 1968: Windows Opened (Atlantic, mit Roy Ayers, Sonny Sharrock, Miroslav Vitous, Bruno Carr)
- 1978: Sunbelt (Atlantic, mit Claudio Roditi, Jeff Mironov, Richard Tee, Dom Salvador, Frank Gravis, Steve Jordan, Leroy Clouden, Rafael Cruz, Amaury Tristao, Pat Rebillot, The Girl of Bahia)
- 1983: Astral Island (mit Lou Volpe, Frank Gravis, Buddy Williams, Kinny Landrum, Tom Malone)
- 1997: 65th Birthday Celebration (Light Year, mit Randy Brecker, Paquito D’Rivera, Dave Valentin Ron Carter, Eddie Gomez, Ray Mantilla, Tito Puente)[9]

### Singles
| Jahr | Titel Album                            | Höchstplatzierung, Gesamtwochen, AuszeichnungChartplatzierungen (Jahr, Titel, Album, Platzierungen, Wochen, Auszeichnungen, Anmerkungen) | Höchstplatzierung, Gesamtwochen, AuszeichnungChartplatzierungen (Jahr, Titel, Album, Platzierungen, Wochen, Auszeichnungen, Anmerkungen) | Anmerkungen      |
| Jahr | Titel Album                            | US | A. C. | Anmerkungen      |
| ---- | -------------------------------------- | --- | --- | ---------------- |
| 1966 | Philly Dog –                           | US93 (1 Wo.)US | — |                  |
| 1966 | A Man And A Woman –                    | US88 (2 Wo.)US | — | mit Tamiko Jones |
| 1967 | To Sir, With Love –                    | US93 (1 Wo.)US | A. C.11 (9 Wo.)A. C. |                  |
| 1968 | Unchain My Heart –                     | US81 (2 Wo.)US | — |                  |
| 1969 | Memphis Underground –                  | US44 (10 Wo.)US | A. C.37 (4 Wo.)A. C. |                  |
| 1969 | It’s A Funky Thing-Right On (Part 1) – | US95 (2 Wo.)US | — |                  |
| 1974 | Spin Ball –                            | — | A. C.48 (3 Wo.)A. C. |                  |
| 1975 | Hijack –                               | US14 (15 Wo.)US | — |                  |
| 1979 | Superman –                             | US26 (18 Wo.)US | A. C.46 (5 Wo.)A. C. |                  |